# Dipartimento del commercio degli Stati Uniti d'America
Il Dipartimento del commercio degli Stati Uniti d'America (DOC) (in inglese United States Department of Commerce) è un dipartimento federale del governo degli Stati Uniti d'America responsabile dello sviluppo economico e delle politiche commerciali. 
Il suo scopo principale è di promuovere l'economia del paese, creare posti di lavoro, incoraggiare uno sviluppo sostenibile delle imprese e sviluppare le infrastrutture e le tecnologie per migliorare lo scambio delle merci.
Il dicastero nasce nel 1913, quando venne diviso in due dipartimenti distinti il Dipartimento del commercio e del lavoro. A capo del dipartimento c'è il segretario al commercio. L'attuale segretario nella seconda amministrazione Trump è Howard Lutnick.

## Struttura
Il governo è strutturato nelle seguenti agenzie:
- Bureau of Industry and Security (BIS)
- Economics and Statistics Administration (ESA)
  - Bureau of Economic Analysis (BEA)
  - Bureau of the Census
- Economic Development Administration (EDA)
- International Trade Administration (ITA)
- Minority Business Development Agency (MBDA)
- National Oceanic and Atmospheric Administration (NOAA)
  - National Weather Service (NWS)
  - Office of Oceanic and Atmospheric Research (OAR)
  - National Oceanic and Atmospheric Administration Commissioned Corps (NOAA Corps)
- National Telecommunications and Information Administration (NTIA)
- Patent and Trademark Office (PTO)
- National Institute of Standards and Technology (NIST)
- National Technical Information Service (NTIS)